# 中西部政治学会
中西部政治学会（英語：Midwest Political Science Association）是美国政治科学研究者的专业组织，创立于1939年。该学会出版学术期刊《美国政治科学期刊》。

## 年会
中西部政治学会于每年4月在伊利诺伊州芝加哥举办学术年会，该年会也是美国政治学学科最大的学术会议。

## 学术期刊
中西部政治学会出版同行评审学术期刊《美国政治科学期刊》。

## 外部连结
- 中西部政治学会官方网站 （页面存档备份，存于）